# Vriesea luis-gomezii
Vriesea luis-gomezii är en gräsväxtart som beskrevs av John F. Utley. Vriesea luis-gomezii ingår i släktet Vriesea och familjen Bromeliaceae. Inga underarter finns listade i Catalogue of Life.